# Redunca fulvorufula
L'antilope dei canneti montana (Redunca fulvorufula) è un'antilope che vive nel Sudafrica nord-orientale.
L'antilope dei canneti montana misura 75 centimetri alla spalla e pesa intorno ai 30 chilogrammi. Ha il mantello grigio con le regioni inferiori bianche, la testa e le spalle bruno-rossastre. I maschi hanno corna scanalate di circa 35 centimetri, ricurve alla punta.
L'antilope dei canneti montana vive nelle fitte foreste montane, dove si nutre di erbe e foglie. L'antilope dei canneti montana forma branchi di circa cinque esemplari, comprendenti un singolo maschio maturo. I maschi adolescenti vengono allontanati dalle loro mandrie e formano piccoli branchi di scapoli. Nella stagione secca, l'antilope dai canneti montana per necessità a volte forma branchi composti da quasi trenta esemplari. Sono diurne, ma inattive durante le ore più calde.